# PDP-1

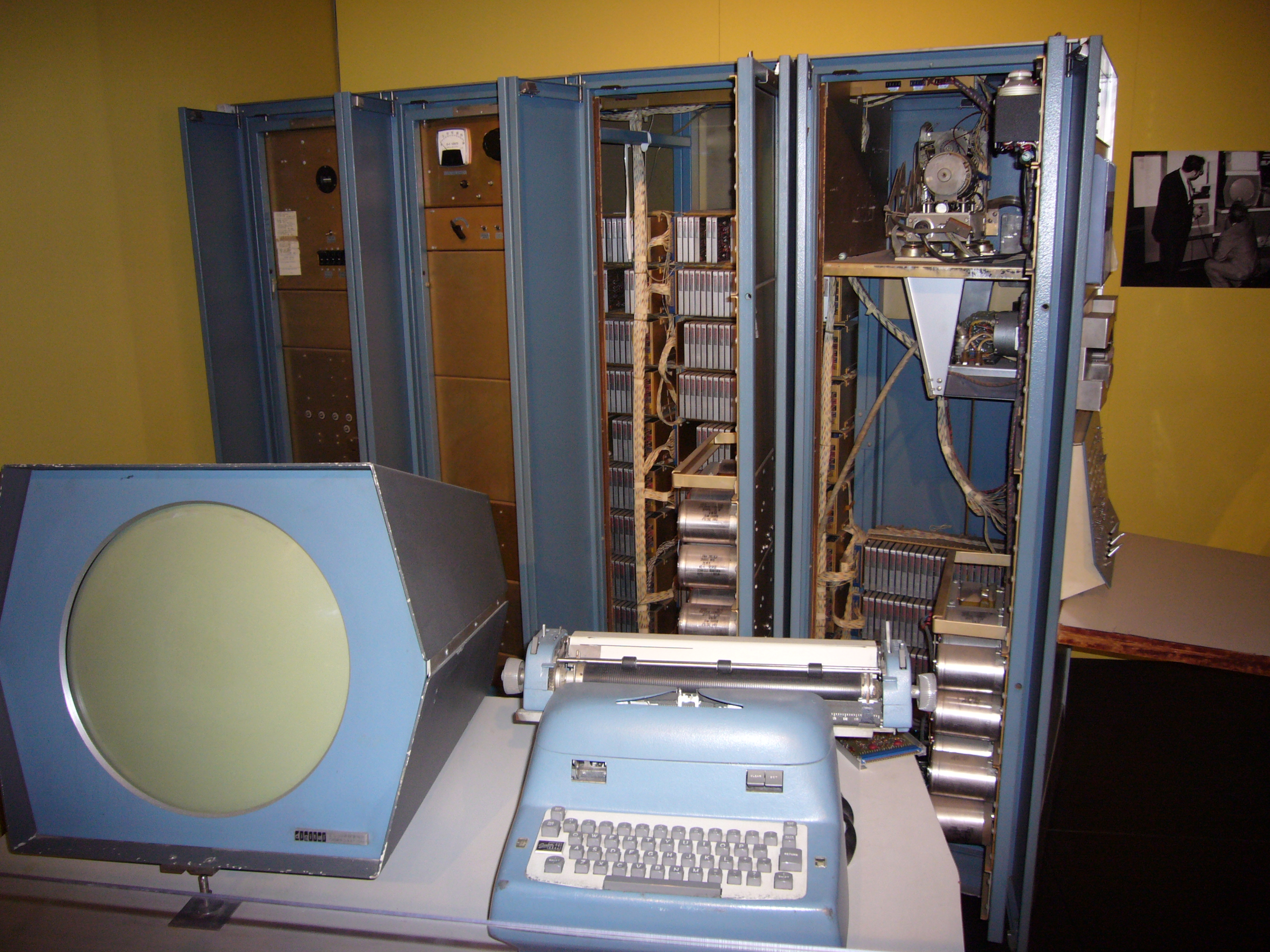
PDP-1

PDP-1 (engelska Programmed Data Processor-1, ungefär programmerbar databehandlare 1) var den första datorn i Digital Equipment Corporations PDP-serie, och byggdes 1960. Den är berömd för att vara den dator som betytt mest för den framväxande hackerkulturen på MIT, BBN och på andra platser.
PDP-1 var också den första hårdvara man kunde spela historiens första grafiska datorspel på, Steve Russells Spacewar!.
Som primärt lagringsmedia användes hålremsa.  Till skillnad från hålkort, som kunde sorteras om, var hålremsa svårt att redigera för hand. Detta inspirerade till att skapa textredigerare som Expensive Typewriter och TECO. Eftersom den hade skrivare baserade på IBMs elektriska skrivmaskinsmekanismer var den kapabel till grafiskt snygga  utskrifter, och inspirerade därmed till TJ-2, som kan sägas vara den första ordbehandlaren. 
Konsolskrivaren gjordes av företaget Soroban Engineering.  Det var en IBM-skrivmaskin Model B, modifierad med switchar för att detektera tangenttryckningar och solenoider för att aktivera typarmarna. Den använde en traditionell typarmsmekanism, inte IBM:s "skrivkula" som just började bli populär. Stora och små bokstäver åstadkomms genom att lyfta och sänka hela typarmskorgen. Den hade ett tvåfärgat, rött och svart, band, och gränssnittet tillät färgbyte. Program använde ofta färgkodning för att skilja användares indata från maskinens svar. Sorobanmekanismen var opålitlig och fastnade ofta, särskilt vid shift eller färgbyte, och var allmänt illa omtyckt.
Offlineskrivare var vanligen Friden Flexowriters, specialbyggda för att hantera teckenuppsättningen FIO-DEC som PDP-1 använde. I likhet med konsolskrivarna var dessa uppbyggda runt IBM-skrivmaskiner. Till skillnad från dem var de dock mycket pålitliga och användes ofta för långa obevakade utskriftsjobb. En Flexowriter hade elektromekansik hålremseläsare och -skrivare som opererade synkront med skrivmaskinsmekanismen. De skrev ut ungefär tio tecken per sekund. Ett typiskt utskriftsjobb gick till så att man skrev en hålremsa på PDP-1s "high speed" (60 tecken per sekund) Teletype BRPE hålskrivare, och sedan bar över remsan till en Flexowriter för att skriva ut "offline".
Hackers på MIT använde också PDP-1 för att spela fyrstämmig musik, med lite specialhårdvara: fyra vippor direkt styrda av processorn (filtrerade med enkla RC-filter). Musiken förbereddes med Pete Samsons Harmony Compiler, ett avancerat textbaserat program med en funktioner speciellt anpassade för att effektivt koda barockmusik. Flera timmar musik kodades, inklusive Bachs fugor, hela Mozarts Eine Kleine Nachtmusik, julsånger och flera popsånger.
Datorn hade 18-bitars ordlängd och hade 4 Ki ord huvudminne som standard (lika många bitar som 9 KiB). Den var uppgraderbar till 64 Ki ord (144 KiB). Det magnetiska kärnminnets periodtid var 5 mikrosekunder (motsvarar en "klockfrekvens" på 200 kHz). De flesta aritmetiska operationer tog därför 10 mikrosekunder (100 000 operationer per sekund) eftersom de behövde två minnescykler: en för instruktionen och en för operanden.
PDP-1 byggdes huvudsakligen ur moduler från systemet DEC 1000-series, med  transistorer av typerna "Micro-Alloy" och "Micro-Alloy-Diffused". Uppmätt switchastighet: 5 MHz.